# Gießpulver
Gießpulver sind in der Metallgewinnung Schlackebildner speziell für den Strangguss und Blockguss.

## Einsatz
Auf der Metallschmelze schmilzt ein Teil des Gießpulvers auf und bildet direkt auf der Schmelze eine flüssige Gießschlacke. Oberhalb der flüssigen Schicht liegt das Gießpulver noch in Pulverform vor. Zwischen beiden Schichten liegt noch eine Sinterschicht vor.
Die flüssige Gießschlacke dient der Schmierung und als Trennmittel zwischen der erstarrenden Metallschmelze und der Kokille. Die Gießschlacke soll die Metallschmelze möglichst vollständig benetzen und ein Kontakt mit der Umgebungsluft unterdrücken. Die Gießschlacke dient als thermische Isolierung und reduziert die Verlustleistung über thermische Abstrahlung.
Während der Erstarrung sollen in der Metallschmelze verbliebene nichtmetallische Einschlüsse aufsteigen und durch die Gießschlacke aufgenommen werden.

## Kenngrößen
In Datenblättern wird häufig neben der Schmelztemperatur die Erweichungstemperatur genannt, bei der das Pulver seine feste Gestalt langsam verliert und zerfließt.
Die Viskosität wird als Maß verwendet, wie gut die Schmierung der Kokille ist. Abhängig von der Gießrate muss in den jeweils neu entstehenden Spalt zwischen Stahl und Kokille ausreichend schnell Gießschlacke nachfließen können.
Die Aufschmelzrate ergibt sich im Prozess aus der Schmelzenthalpie des Gießpulvers und dem Wärmeverlust des flüssigen Stahls. Während der Füllung der Kokille wird flüssige Gießschlacke in den Spalt gezogen, so dass die flüssige Schicht reduziert wird. Aus der festen Phase muss ausreichend Material aufschmelzen, um weiterhin eine flüssige Gießschlacke zu gewährleisten.
Eine weitere Kenngröße, die im Prozess eingestellt wird, ist die Benetzbarkeit. Die flüssige Gießschlacke muss sich möglichst schnell auf dem flüssigen Stahl ausbreiten können. Eine schlechte Benetzbarkeit kann dazu führen, dass die Gießpulverschlacke aufreißt und zu lange Kontakt mit der Umgebungsluft besteht bzw. keine Trennfuge zur Kokille ausbilden kann. Die Benetzbarkeit wird über Betriebsversuche eingestellt und nicht anhand Laborkennwerte angepasst.

## Bestandteile
Für jede Anwendung variiert die Zusammensetzung des Gießpulvers. Wichtige Bestandteile sind Tonerde, Kalk, Kohlenstoff und Quarzsand.
Die Grundstoffe werden in der Regel in Pulverform zusammengemischt, wodurch die verschiedenen Phasen nebeneinander vorliegen. Ein Aufschmelzen, um chemisch homogene Partikel zu erhalten, wird nur in seltenen Fällen durchgeführt.